# Terrence Ross
Terrence James Elijah Ross (Portland, 5 febbraio 1991) è un ex cestista statunitense, professionista in NBA.
Nel gennaio 2014, è stato il primo giocatore nella storia della NBA a segnare almeno 50 punti in una partita pur avendo una media complessiva inferiore a 10 punti per partita.
Nell'aprile 2019 è diventato invece il primo giocatore nella storia della lega cestistica statunitense a segnare 200 tiri da 3 punti senza mai partire titolare.

## Caratteristiche tecniche
Ross gioca come ala piccola, è dotato di grande atletismo essendo un grande schiacciatore (tra i migliori della lega), oltre a essere un buon tiratore da 3 punti.

## Carriera

### High school
Guardia tiratrice, ma all'occorrenza anche ala piccola, ha studiato presso il liceo Jefferson a Portland, Oregon. Come sophomore, ha condotto Jefferson al primo dei tre campionati statali consecutivi. Ha trascorso la sua stagione da junior alla Montrose Christian School a Rockville (Maryland). Ross tornò alla Jefferson High School nel suo anno da senior, ma non ha potuto giocare in virtù di una serie di regole legate ai trasferimenti.

### College
Nel primo anno d'università, nei Washington Huskies, Ross tenne una media di 8.0 punti, 2.8 rimbalzi e 1.0 assist a partita.
Nominato pure per il torneo Pac-10 All-Frashman riuscì ad avere 15.3 punti e 2.7 assist a partita, premio che gli valse la "Honorable Mention".

### NBA

#### Toronto Raptors (2012-2017)

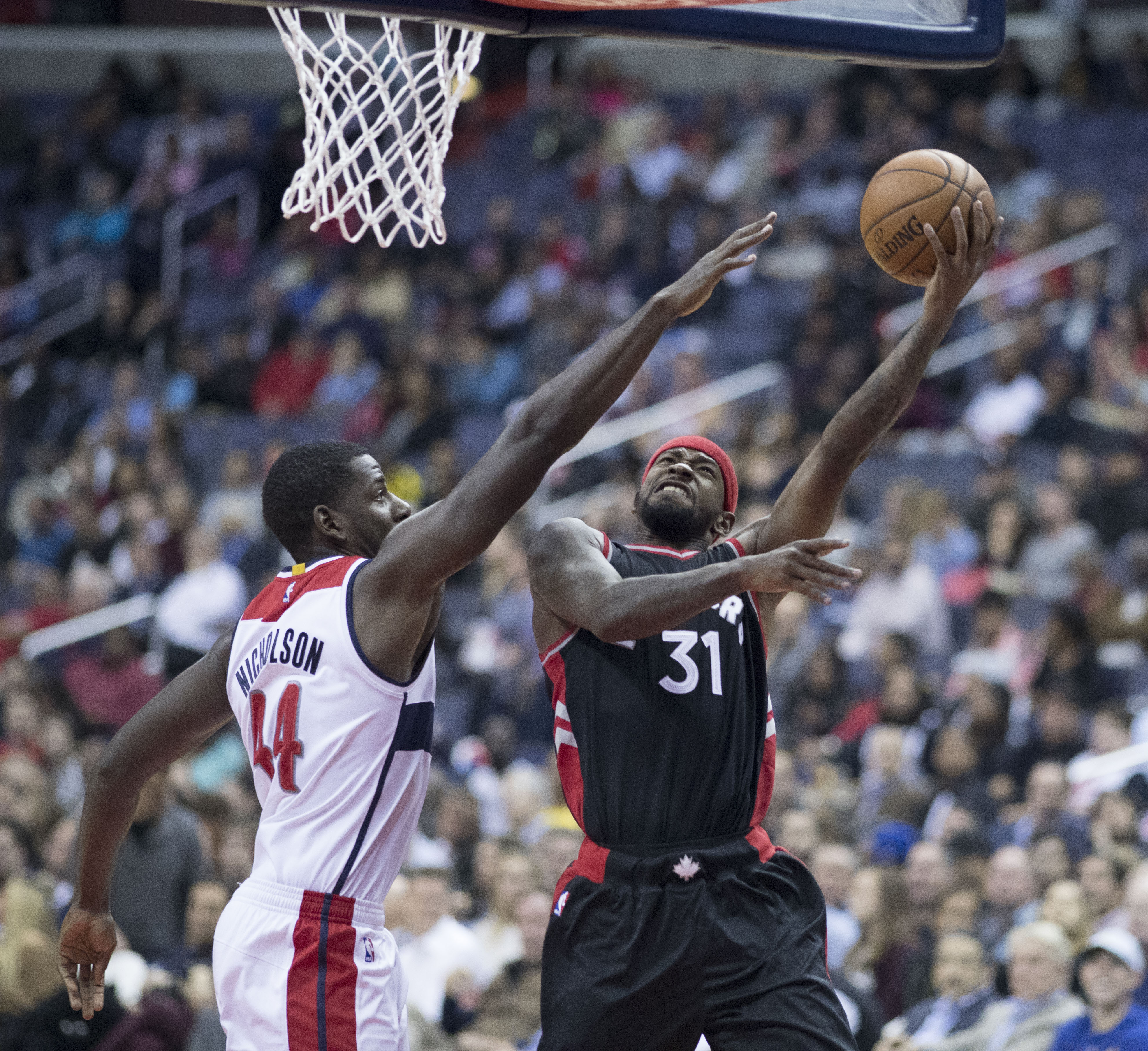
Ross mentre va a canestro contrastato da Andrew Nicholson

Il 28 giugno 2012 venne eletto al Draft NBA 2012 dai Toronto Raptors con l'ottava scelta.
Partecipa all'NBA All-Star Weekend 2013, vincendo la gara delle schiacciate battendo in finale il campione uscente Jeremy Evans. Durante la sfida ha indossato anche la casacca viola nº 15 dei Toronto Raptors, usata da Vince Carter durante lo NBA Slam Dunk Contest del 2000. Concluse la stagione da rookie con 6,4 punti e 2 rimbalzi di media.
La stagione successiva durante la gara casalinga contro i Los Angeles Clippers realizza il suo career-high, mettendo a referto 51 punti con 10 triple segnate sulle 17 tentate. I 51 punti segnati erano anche record-franchigia eguagliato (Vince Carter l'unico altro Raptor ad esserci riuscito prima di allora, entrambi superati il 1º gennaio 2018 dai 52 punti di DeMar DeRozan contro i Milwaukee Bucks e dai 54 di Fred VanVleet nel 2021). Il 15 febbraio 2014 prende parte al Slam Dunk Contest nella squadra della Eastern Conference con John Wall e Paul George. La squadra vincerà la gara battendo la squadra della Western Conference formata da Damian Lillard, Harrison Barnes e Ben McLemore.
Ai Raptors tenne il ruolo di sesto uomo nelle stagioni 2015-2016 e 2016-2017, con ottimi risultati. In quest'ultima venne poi ceduto in febbraio.

#### Orlando Magic (2017-2023)
Il 14 febbraio 2017 venne ceduto dai Raptors agli Orlando Magic insieme a una prima scelta al Draft NBA 2017 in cambio di Serge Ibaka. Il 28 marzo 2017 giocò per la prima volta contro i Toronto Raptors all'Air Canada Centre di Toronto, dove venne omaggiato al suo ritorno con un video tributo. I Magic comunque persero male la gara col punteggio di 131-112 e Ross segnò 17 punti. Terminò la stagione ai Magic con 12,5 punti di media in 24 partite giocate da titolare.
Dopo una seconda stagione in cui giocò solo 24 partite per via di problemi fisici, nella terza venne panchinato dal neo-allenatore Steve Clifford e diede un grande contributo alla squadra per tornare ai playoffs dopo 7 anni di assenza, divenendo pure il primo giocatore nella storia della NBA a segnare 200 tiri da 3 senza mai partire titolare. In stagione giocò 81 partite senza mai giocare nel quintetto tenendo 15,1 punti e 3,5 rimbalzi di media rivelandosi quindi importante per il ritorno dei Magic in post-season come sesto uomo.. Il primo luglio 2019, rinnova il contratto coi Magic dove guadagnerà 54 milioni di dollari in 4 anni.

## Statistiche

### NCAA
| Anno      | Squadra            | PG | PT | MP   | TC%  | 3P%  | TL%  | RP  | AP  | PRP | SP  | PP   |
| --------- | ------------------ | -- | -- | ---- | ---- | ---- | ---- | --- | --- | --- | --- | ---- |
| 2010-2011 | Washington Huskies | 34 | 4  | 17,4 | 44,3 | 35,2 | 75,8 | 2,8 | 1,0 | 0,6 | 0,4 | 8,0  |
| 2011-2012 | Washington Huskies | 35 | 35 | 31,1 | 45,7 | 37,1 | 76,6 | 6,4 | 1,4 | 1,3 | 0,9 | 16,4 |
| Carriera  | Carriera           | 69 | 39 | 24,4 | 45,3 | 36,4 | 76,4 | 4,7 | 1,2 | 0,9 | 0,7 | 12,3 |

#### Massimi in carriera
- Massimo di punti: 32 vs Northwestern (16 marzo 2012)[15]
- Massimo di rimbalzi: 14 (2 volte)
- Massimo di assist: 6 vs California-Berkeley (10 febbraio 2011)
- Massimo di palle rubate: 5 vs Arizona (18 febbraio 2012)
- Massimo di stoppate: 4 vs Houston Baptist (25 novembre 2011)
- Massimo di minuti giocati: 41 vs Minnesota (27 marzo 2012)

### NBA

#### Regular season
| Anno      | Squadra         | PG  | PT  | MP   | TC%  | 3P%  | TL%  | RP  | AP  | PRP | SP  | PP   |
| --------- | --------------- | --- | --- | ---- | ---- | ---- | ---- | --- | --- | --- | --- | ---- |
| 2012-2013 | Toronto Raptors | 73  | 2   | 17,0 | 40,7 | 33,2 | 71,4 | 2,0 | 0,7 | 0,6 | 0,2 | 6,4  |
| 2013-2014 | Toronto Raptors | 81  | 62  | 26,7 | 42,3 | 39,5 | 83,7 | 3,1 | 1,0 | 0,8 | 0,3 | 10,9 |
| 2014-2015 | Toronto Raptors | 82  | 61  | 25,0 | 41,0 | 37,2 | 78,6 | 2,8 | 1,0 | 0,7 | 0,3 | 9,8  |
| 2015-2016 | Toronto Raptors | 73  | 7   | 23,9 | 43,1 | 38,6 | 79,0 | 2,5 | 0,8 | 0,7 | 0,3 | 9,9  |
| 2016-2017 | Toronto Raptors | 54  | 0   | 22,4 | 44,1 | 37,5 | 82,0 | 2,6 | 0,8 | 1,0 | 0,4 | 10,4 |
| 2016-2017 | Orlando Magic   | 24  | 24  | 31,2 | 43,1 | 34,1 | 85,2 | 2,8 | 1,8 | 1,4 | 0,5 | 12,5 |
| 2017-2018 | Orlando Magic   | 24  | 20  | 25,0 | 39,8 | 32,3 | 75,0 | 3,0 | 1,6 | 1,1 | 0,5 | 8,7  |
| 2018-2019 | Orlando Magic   | 81  | 0   | 26,5 | 42,8 | 38,3 | 87,5 | 3,5 | 1,7 | 0,9 | 0,4 | 15,1 |
| 2019-2020 | Orlando Magic   | 69  | 0   | 27,4 | 40,3 | 35,1 | 85,3 | 3,2 | 3,1 | 1,1 | 0,3 | 14,7 |
| 2020-2021 | Orlando Magic   | 46  | 2   | 29,3 | 41,2 | 33,7 | 87,0 | 3,4 | 2,3 | 1,0 | 0,5 | 15,6 |
| 2021-2022 | Orlando Magic   | 63  | 0   | 23,0 | 39,7 | 29,2 | 86,2 | 2,6 | 1,8 | 0,4 | 0,2 | 10,0 |
| 2022-2023 | Orlando Magic   | 42  | 9   | 22,5 | 43,1 | 38,1 | 75,0 | 2,0 | 1,3 | 0,6 | 0,2 | 8,0  |
| 2022-2023 | Phoenix Suns    | 21  | 0   | 18,4 | 42,8 | 34,7 | 85,7 | 3,3 | 2,0 | 0,5 | 0,1 | 9,0  |
| Carriera  | Carriera        | 733 | 187 | 24,5 | 41,8 | 36,2 | 83,7 | 2,8 | 1,3 | 0,8 | 0,3 | 11,0 |

### Play-off
| Anno     | Squadra         | PG | PT | MP   | TC%  | 3P%  | TL%  | RP  | AP  | PRP | SP  | PP   |
| -------- | --------------- | -- | -- | ---- | ---- | ---- | ---- | --- | --- | --- | --- | ---- |
| 2014     | Toronto Raptors | 7  | 7  | 22,6 | 29,8 | 16,7 | 60,0 | 2,0 | 0,3 | 0,9 | 0,4 | 5,0  |
| 2015     | Toronto Raptors | 4  | 4  | 26,8 | 37,9 | 33,3 | -    | 1,5 | 1,0 | 0,8 | 1,0 | 7,0  |
| 2016     | Toronto Raptors | 20 | 0  | 16,8 | 38,7 | 32,8 | 65,0 | 1,6 | 0,6 | 0,7 | 0,3 | 6,3  |
| 2019     | Orlando Magic   | 5  | 0  | 29,2 | 37,0 | 34,3 | 82,4 | 3,6 | 1,4 | 1,2 | 0,4 | 13,2 |
| 2020     | Orlando Magic   | 5  | 0  | 27,0 | 46,9 | 33,3 | 85,7 | 4,4 | 1,0 | 0,8 | 0,2 | 16,4 |
| 2023     | Phoenix Suns    | 6  | 0  | 11,5 | 29,6 | 27,3 | -    | 1,3 | 0,2 | 0,2 | 0,3 | 3,7  |
| Carriera | Carriera        | 47 | 11 | 20,2 | 37,9 | 30,6 | 75,0 | 2,1 | 0,6 | 0,7 | 0,4 | 7,6  |

#### Massimi in carriera
- Massimo di punti: 51 vs Los Angeles Clippers (25 gennaio 2014)[16]
- Massimo di rimbalzi: 10 vs Brooklyn Nets (13 aprile 2016)
- Massimo di assist: 8 vs Atlanta Hawks (15 dicembre 2021)
- Massimo di palle rubate: 4 (8 volte)
- Massimo di stoppate: 4 (2 volte)
- Massimo di minuti giocati: 45 vs Oklahoma City Thunder (29 marzo 2017)

## Palmarès
- NBA Slam Dunk Contest: 1

2013